# 西祖谷山村閑定
西祖谷山村閑定（にしいややまむらかんじょう）は、徳島県三好市の町名。郵便番号は778-0102。

## 地理
三好市の南部に位置。北は西祖谷山村善徳、西は西祖谷山村中尾、南は東祖谷釣井、東は東祖谷今井とそれぞれ接する。北西端を接する西祖谷山村善徳には祖谷のかずら橋があり、北境を流れる祖谷川を中心に観光客で賑わう。

### 河川
- 祖谷川

## 歴史
- 2006年（平成18年）3月1日 - 三好郡西祖谷山村が三野町・池田町・山城町・井川町・東祖谷山村と合併して三好市が発足し、現在の町名となる。

## 世帯数と人口
2021年（令和3年）12月31日現在の世帯数と人口は以下の通りである。
| 町丁           | 世帯数 | 人口 |
| -------------- | ------ | ---- |
| 西祖谷山村閑定 | 5世帯  | 9人  |

## 小・中学校の学区
市立小・中学校に通う場合、学区は以下の通りとなる。
| 番地 | 小学校             | 中学校               |
| ---- | ------------------ | -------------------- |
| 全域 | 三好市立檪生小学校 | 三好市立西祖谷中学校 |

## 施設
- 琵琶の滝 - とくしま水紀行50選選定。
- 恵伊羅御子の墓
- かずら橋キャンプ村
- 祖谷の宿かずらや
- 民宿お山荘

### かつて存在した施設
- お山公園

## 交通

### 鉄道
- 最寄駅はJR土讃線の大歩危駅。